# Sierra de San Pedro (Extremadura)
La sierra de San Pedro es una sierra perteneciente a la cordillera de los Montes de Toledo. Está situada al occidente de Cáceres y al norte de Badajoz (Extremadura, España). La Sierra de San Pedro es una «Zona de Especial Protección de Aves» (ZEPA) y una «Zona Especial de Conservación» (ZEC) con un ecosistema que es la representación típica del bosque y matorral mediterráneo en Extremadura]. Su extensión es de 115 178 ha y divide las cuencas de los ríos Tajo y Guadiana. La sierra es de baja o mediana altitud y cuya dirección dominante es la noroeste.

## Localización

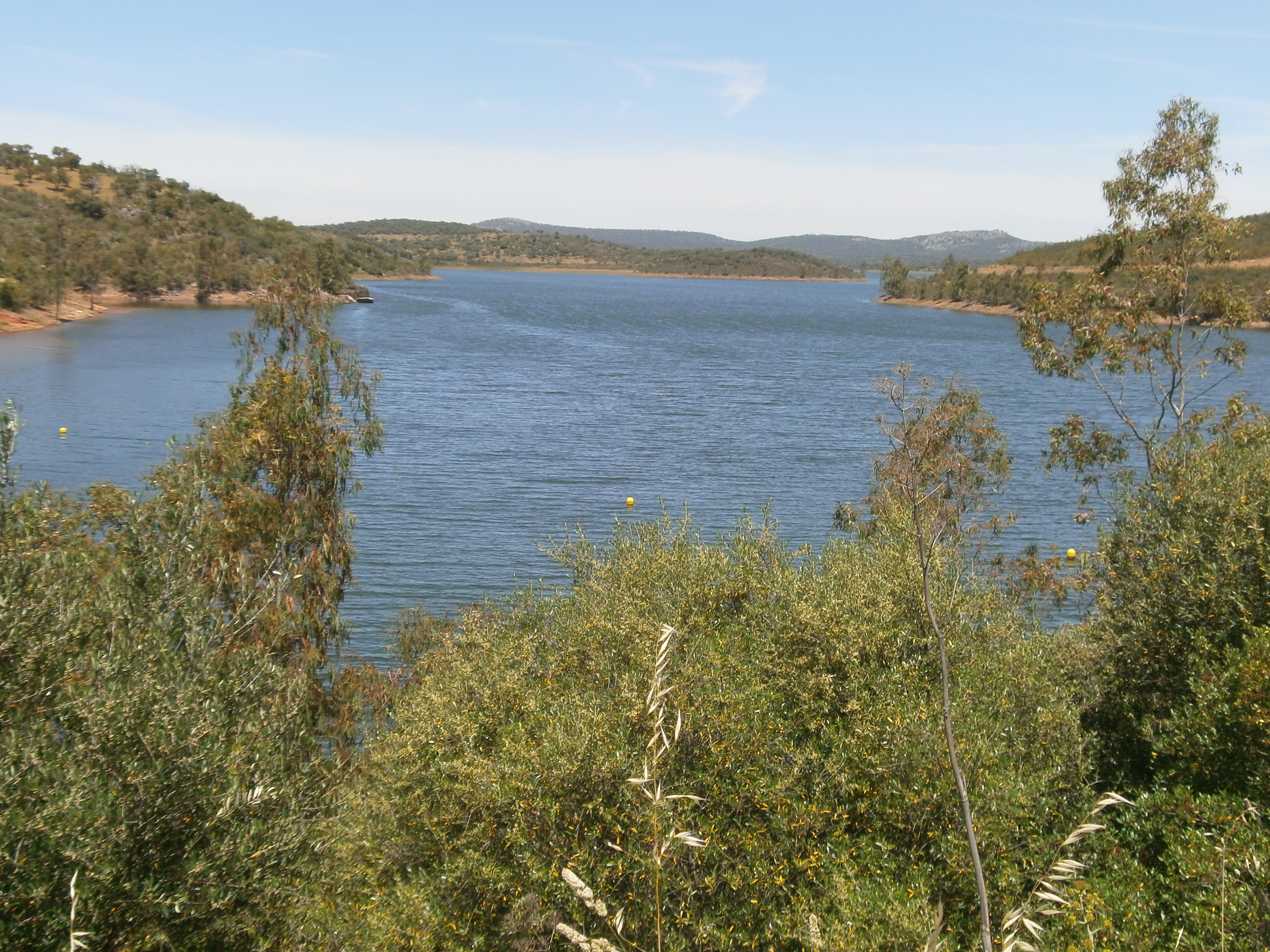
Embalse de Peña del Águila en la sierra de San Pedro

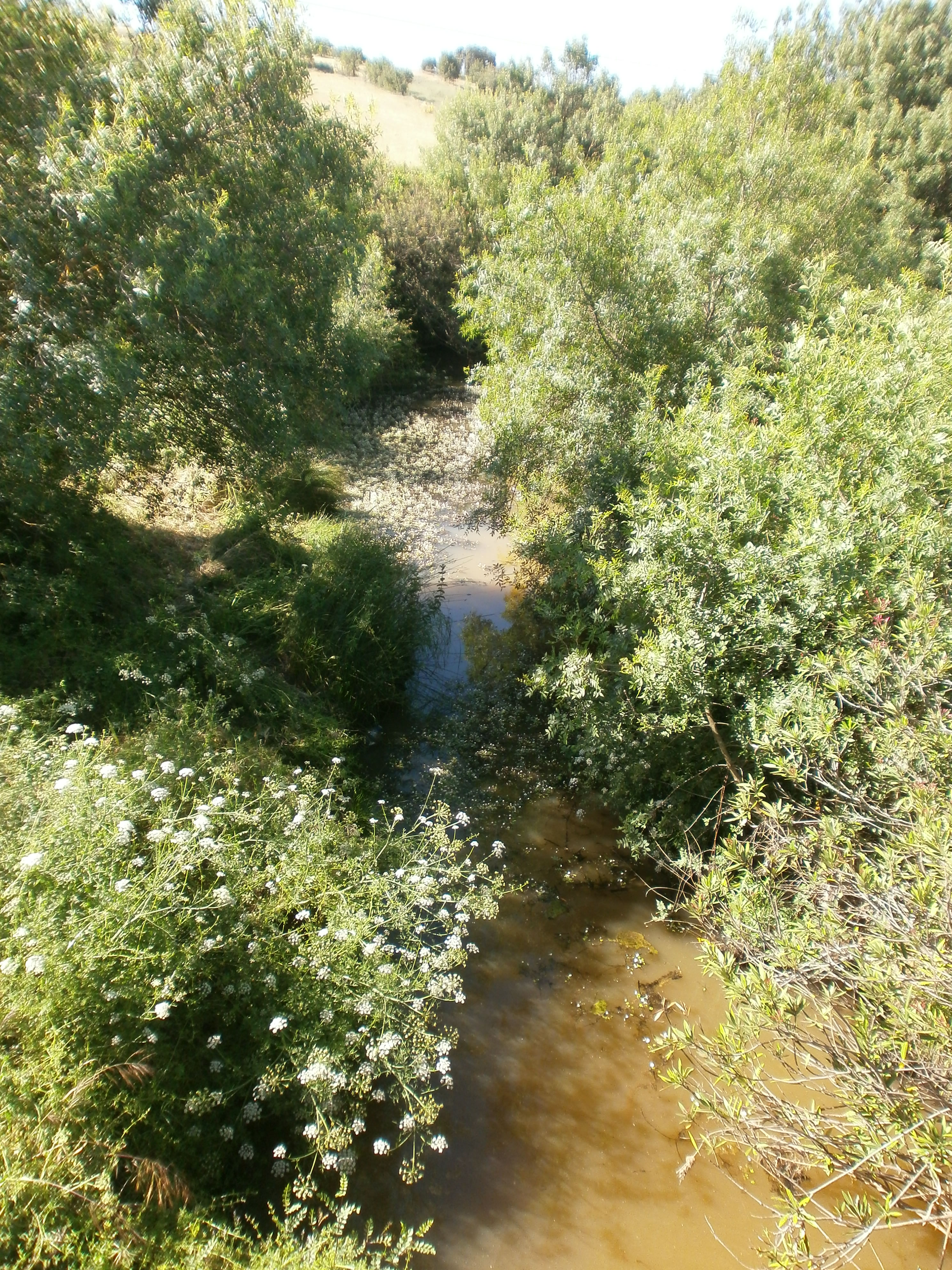
Río Zapatón discurriendo por la sierra de San Pedro

Su límite occidental está en las sierras de Santiago, en la población de Santiago de Alcántara, muy próximas a Portugal. Es la zona menos abrupta y sus aguas de escorrentía vierten al río Zapatón y al embalse Presa del Águila, la cual está situada a un kilómetro del pueblo de Villar del Rey. Por el otro extremo, el límite oriental, junto a la zona de Cordobilla de Lácara, en la sierra de Enmedio a la que le siguen sierra de Umbría, las sierras de Pajonales, sierra de Aljibe entre las localidades de Aliseda, Alburquerque, Herreruela, y Puebla de Obando también conocido como «El Zángano» por estar a unos cientos de metros del «alto de El Zángano», de unos 450 m de altitud y desde donde se ve la mayor superficie de encinares de Extremadura.
Es uno de los espacios mejor conectados con otras áreas de similar o igual protección de Extremadura ya que hay siete LIC que actúan como conectores que son los LICs del Río Salor, Rivera de Aurela, Rivera de Membrío, Rivera de Los Molinos, Arroyo del Lugar y Rivera de Carbajo. A estos parajes se unen los ZEPAS y LICs de Llanos de Brozas y Tajo Internacional.

## Flora
Las especies vegetales y animales que abundan en estas zonas son los bosques de encinas y alcornocales, por lo que el corcho es uno de los principales motores económicos de la comarca. La dehesa y pastizales en los que en ciertas épocas del año florecen la rosa albardera o el gamón produce un contraste de colores muy bello. En las zonas más bajas, cercanas a regatos y ríos aparecen bosques de robles, alisos, sauces y fresnos. En las partes más altas y frías —hay una zona de esta sierra, casi totalmente en Portugal que se llama «Sierra Fría»— se encuentran especies como madroños, labiérnagos, durillos, jaras y brezos.

## Fauna
Respecto al reino animal se pueden ver ejemplares de águila imperial ibérica o aquila adalberti que está en peligro de extinción, así como el águila perdicera o Hieraaetus fasciatus, el águila real o Aquila chrysaetos, la cigüeña negra o Ciconia nigra, el buitre negro o Aegypius monachus, el cernícalo prímilla o falco naumanni y por último el búho real o Bubo bubo. Como elemento de menor entidad están las bandadas de murciélagos o quirópteros cavernícolas. En las zonas más altas y abruptas con matorral alto, tipo mediterráneo,  se encuentran algunos ejemplares de lince ibérico o Lynx pardinus y de lobo ibérico o Canis lupus signatus subespecie esta endémica de la península ibérica. Existe también explotaciones apícolas que ha sido una de las actividades económicas de la población limítrofe. También hay ginetas o Genetta genetta y garduñas o Martes foina. Dependiendo de la calidad de las aguas, en las zonas donde no están contaminadas hay bastante presencia de nutrias o Lutrinae.
Toda la información sobre la riqueza de fauna en general y sobre todo la fauna ornitológica de la Sierra de San Pedro está ubicada en el «Centro Alas» (Centro de Interpretación de la Sierra de San Pedro) situado en la población de San Vicente de Alcántara.

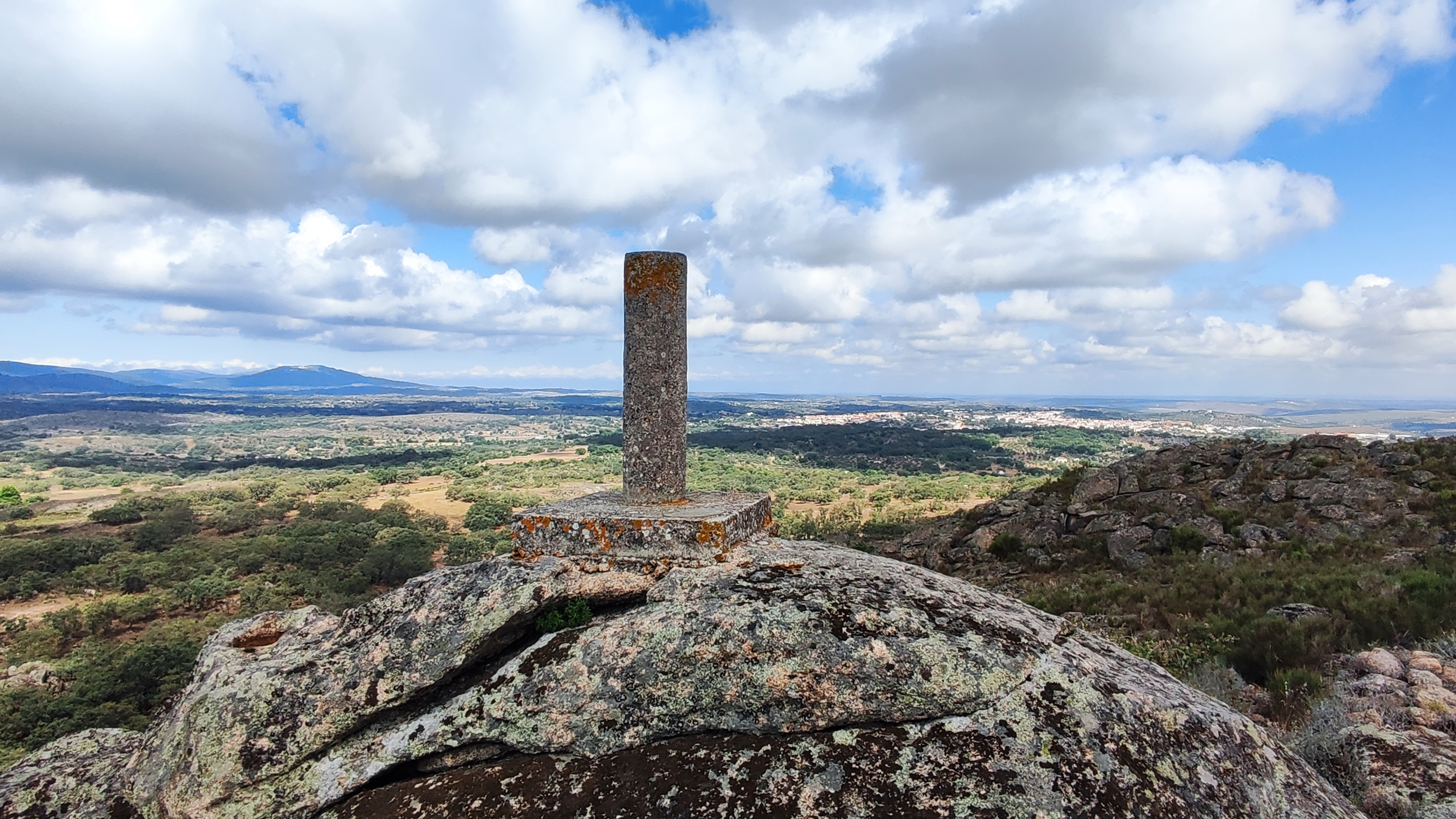
Vértice geodésico en la Ermita de Valbón

## Patrimonio
Los pueblos de los alrededores de la Sierra de San Pedro, y también en sus estribaciones, son ricos en elementos históricos, pues en los alrededores de Valencia de Alcántara existen unos cuarenta dólmenes y todos situados en una zona de pequeña superficie y es uno de los mayores conjuntos megalíticos de Europa. El megalito es un monumento prehistórico realizado con uno o varios bloques de piedra, de gran tamaño y sin labrar. El término procede de las palabras griegas mega (μεγας), grande y lithos (λιθος), piedra. Las tierras portuguesas próximas a estas son también un lugar de gran concentración de estos megalitos o monumentos funerarios.
También se encuentra El Berrocal de La Data que es un paraje natural en el término municipal fronterizo de Valencia de Alcántara que fue declarado monumento natural por la Junta de Extremadura en marzo de 2021 y donde se encuentran también las pinturas rupestres en el abrigo de Puerto Roque.